# Brock Boeser
Brock Boeser (né le 25 février 1997 à Burnsville, dans le Minnesota aux États-Unis) est un joueur professionnel américain de hockey sur glace. Il évolue au poste d'ailier droit.

## Biographie

### Carrière junior
Brock Boeser débute en 2013 en USHL avec les Musketeers de Sioux City en ne disputant que quelques rencontres seulement. Il rejoint la saison suivante les Black Hawks de Waterloo où il s'impose comme un buteur redoutable. Il finit d'ailleurs meilleur buteur de USHL pour sa première saison complète dans la ligue avec 35 buts, et est présent dans l'équipe type de la saison. 

### Carrière professionnelle
Il est repêché à la 23e position du repêchage d'entrée dans la LNH 2015 par les Canucks de Vancouver. Boeser signe son contrat d'entrée avec les Canucks le 25 mars 2017. Plus tard, dans la même journée, il fait ses débuts dans la LNH dans l'État où il a grandi, le Minnesota, et marque son premier but dans la LNH, au cours d'une victoire 4-2. 

### Carrière internationale
Il représente les États-Unis en sélections jeunes.

## Statistiques

### En club
| Saison     | Équipe                           | Ligue      |     | Saison régulière | Saison régulière | Saison régulière | Saison régulière | Saison régulière |    | Séries éliminatoires | Séries éliminatoires | Séries éliminatoires | Séries éliminatoires | Séries éliminatoires |
| Saison     | Équipe                           | Ligue      | PJ  | B                | A                | Pts              | Pun              | PJ               | B  | A                    | Pts                  | Pun                  |                      |                      |
| 2013-2014  | Musketeers de Sioux City         | USHL       | 8   | 3                | 1                | 4                | 2                | 8                | 1  | 0                    | 1                    | 0                    |                      |                      |
| 2014-2015  | Black Hawks de Waterloo          | USHL       | 57  | 35               | 33               | 68               | 30               | -                | -  | -                    | -                    | -                    |                      |                      |
| 2015-2016  | Fighting Hawks du Dakota du Nord | NCAA       | 42  | 27               | 33               | 60               | 26               | -                | -  | -                    | -                    | -                    |                      |                      |
| 2016-2017  | Fighting Hawks du Dakota du Nord | NCAA       | 32  | 16               | 18               | 34               | 24               | -                | -  | -                    | -                    | -                    |                      |                      |
| 2016-2017  | Canucks de Vancouver             | LNH        | 9   | 4                | 1                | 5                | 0                | -                | -  | -                    | -                    | -                    |                      |                      |
| 2017-2018  | Canucks de Vancouver             | LNH        | 62  | 29               | 26               | 55               | 16               | -                | -  | -                    | -                    | -                    |                      |                      |
| 2018-2019  | Canucks de Vancouver             | LNH        | 69  | 26               | 30               | 56               | 22               | -                | -  | -                    | -                    | -                    |                      |                      |
| 2019-2020  | Canucks de Vancouver             | LNH        | 57  | 16               | 29               | 45               | 14               | 17               | 4  | 7                    | 11                   | 10                   |                      |                      |
| 2020-2021  | Canucks de Vancouver             | LNH        | 56  | 23               | 26               | 49               | 16               | -                | -  | -                    | -                    | -                    |                      |                      |
| 2021-2022  | Canucks de Vancouver             | LNH        | 71  | 23               | 23               | 46               | 20               | -                | -  | -                    | -                    | -                    |                      |                      |
| 2022-2023  | Canucks de Vancouver             | LNH        | 74  | 18               | 37               | 55               | 24               | -                | -  | -                    | -                    | -                    |                      |                      |
| 2023-2024  | Canucks de Vancouver             | LNH        | 81  | 40               | 33               | 73               | 14               | 12               | 7  | 5                    | 12                   | 8                    |                      |                      |
| 2024-2025  | Canucks de Vancouver             | LNH        | 75  | 25               | 25               | 50               | 16               | -                | -  | -                    | -                    | -                    |                      |                      |
| Totaux LNH | Totaux LNH                       | Totaux LNH | 554 | 204              | 230              | 434              | 142              | 29               | 11 | 12                   | 23                   | 18                   |                      |                      |

### En équipe nationale
| Année | Compétition                 |   | PJ | B | A | Pts | Pun                |  | Résultat |
| 2016  | Championnat du monde junior | 7 | 1  | 2 | 3 | 2   | Médaille de bronze |  |          |

## Trophées et honneurs personnels

### Ligue nationale de hockey
- 2017-2018 :
  - nommé recrue du mois de novembre et de décembre
  - sélectionné dans l'équipe d'étoiles recrues
  - participe au 63e Match des étoiles de la LNH et est nommé meilleur joueur du match